# Aquaelicium
Aquaelicium – rodzaj pluskwiaków z rodziny Derbidae i podrodziny Cenchreinae. Obejmuje trzy opisane gatunki. Wszystkie są endemitami Wysp Wewnętrznych archipelagu Seszeli.

## Morfologia i zasięg
Pluskwiaki osiągające od 3,1 do 4,2 mm długości ciała. Głowa ma zaokrąglony w widoku bocznym wierzchołek, pozbawiony żeberek przedustek, pozbawiony żeberka środkowego oraz wyposażony w słabo rozwinięte i niepełne żeberka boczne zaustek, prosty szew czołowo-nadsutkowy, bardzo wąskie, liniowate wręcz czoło z gładkimi i równoległymi (niemal stykającymi się) żeberkami bocznymi, pozbawione żeberka środkowego, a także u podstawy płytko, v-kształtnie wcięte ciemię z żeberkiem środkowym i gładkimi żeberkami bocznymi. Na głowie brak jest wyrostków podczułkowych. U samca drugi człon czułków jest powiększony i wiosłowato spłaszczony, u samicy mniejszy i bulwiasty. Kłujka w spoczynku sięga poza biodra tylnej pary. Przedplecze ma boczne żeberka i brzuszne brzegi niewyniesione liściowato, a tylną krawędź rozwartokątnie zagiętą. Śródplecze ma trzy podłużne żeberka i wyniesione jest nieco powyżej ciemienia. Skrzydło przednie ma zamkniętą międzykrywkę z żyłkami formującymi wydatne listwy zaopatrzone w szereg guzków ze szczecinkami, rozwidloną nasadowo od wierzchołka międzykrywki żyłkę kubitalną oraz rozwidloną na wysokości tegoż wierzchołka bądź odsiebnie od niego żyłkę medialną. Skrzydło tylne jest dłuższe niż połowa przedniego. Odnóża tylnej pary cechują się pozbawionymi kolców bocznych i zaopatrzonymi w sześć umieszczonych w nieprzerwanym szeregu ząbków wierzchołkowych goleniami oraz pozbawionymi poduszeczek i opatrzonymi pięcioma ząbkami wierzchołkowymi członami stóp pierwszym i drugim. Genitalia samca mają bardzo króką rurkę analną, bardzo mały i łukowato wykrzywiony wyrostek brzuszno-środkowy pygoforu oraz C-kształtne wyrostki na bokach gonostylików.
Rodzaj ten występuje w krainie madagaskarskiej. Jest endemitem Wysp Wewnętrznych archipelagu Seszeli. Znany jest z wysp Mahé, Silhouette i Praslin.

## Taksonomia
Takson ten wprowadzony został w 1917 roku przez Williama Lucasa Distanta na łamach „Transactions of the Linnean Society of London”. Gatunkiem typowym autor ten wyznaczył opisanego w tej samej publikacji A. typicum.
Do rodzaju tego zalicza się trzy opisane gatunki:
- Aquaelicium brunnescens Distant, 1917
- Aquaelicium elegantulum Distant, 1917
- Aquaelicium typicum Distant, 1917